# 神奈川文芸賞
神奈川文芸賞（かながわぶんげいしょう）は、日本の文学賞。神奈川新聞社が主催している。

## 概要

### 神奈川新聞文芸コンクール
1971年創設の、短編小説と現代詩の２部門の文芸コンクール。受賞作は新聞紙面上に掲載される。第16回に随筆家の木村富美子が短編小説賞を受賞。2022年より、神奈川文芸賞としてリニューアルされた。

### 神奈川文芸賞[3]
2022年、神奈川新聞文芸コンクールを刷新する形で創設された文芸賞。応募資格を県外にも広げ、神奈川にちなんだ作品を募集テーマとすることで「文学の生まれる場所」としての神奈川を全国に打ち出す。短編小説部門、現代詩部門、U－２５小説部門の三部門が対象。

## 受賞作

### 神奈川新聞文芸コンクール・短編小説
| 回数   | 受賞年         | 受賞者名   |
| ------ | -------------- | ---------- |
| 第1回  | 1971（昭和46） | 太田芙美恵 |
| 第2回  | 1972（昭和47） | 香月 尚    |
| 第3回  | 1973（昭和48） | 保田英一   |
| 第4回  | 1974（昭和49） | 該当なし   |
| 第5回  | 1975（昭和50） | 芙蓉貴子   |
| 第6回  | 1976（昭和51） | 水口由比子 |
| 第7回  | 1977（昭和52） | 保科義子   |
| 第8回  | 1978（昭和53） | 新高初郎   |
| 第9回  | 1979（昭和54） | 三崎祐司   |
| 第10回 | 1980（昭和55） | 該当なし   |
| 第11回 | 1981（昭和56） | 葛西三十四 |
| 第12回 | 1982（昭和57） | 望月たか   |
| 第13回 | 1983（昭和58） | 斉田 理    |
| 第14回 | 1984（昭和59） | 該当なし   |
| 第15回 | 1985（昭和60） | 大狄就一郎 |
| 第16回 | 1986（昭和61） | 木村富美子 |
| 第17回 | 1987（昭和62） | 寺田文一   |
| 第18回 | 1988（昭和63） | 林 博子    |
| 第19回 | 1989（平成1）  | 小泉美千子 |
| 第20回 | 1990（平成2）  | 森田文人   |
| 第21回 | 1991（平成3）  | 該当なし   |
| 第22回 | 1992（平成4）  | 瀬木口初恵 |
| 第23回 | 1993（平成5）  | 吉田菜津子 |
| 第24回 | 1994（平成6）  | 畠ゆかり   |
| 第25回 | 1995（平成7）  | 鈴木綾子   |
| 第26回 | 1996（平成8）  | 漆畑鏡子   |
| 第27回 | 1997（平成9）  | 岡崎文徳   |
| 第28回 | 1998（平成10） | きくれいこ |
| 第29回 | 1999（平成11） | 該当なし   |
| 第30回 | 2000（平成12） | 仁野功洲   |
| 第31回 | 2001（平成13） | 古川さとし |
| 第32回 | 2002（平成14） | 津田美幸   |
| 第33回 | 2003（平成15） | 勝俣文子   |
| 第34回 | 2004（平成16） | 牧野遼作   |
| 第35回 | 2005（平成17） | 長嶋絹絵   |
| 第36回 | 2006（平成18） | 岩本 清    |
| 第37回 | 2007（平成19） | 青木万利子 |
| 第38回 | 2008（平成20） | 岡村明子   |
| 第39回 | 2009（平成21） | 高橋三雄   |
| 第40回 | 2010（平成22） | 堀口実徳   |
| 第41回 | 2011（平成23） | 加藤麻里子 |
| 第42回 | 2012（平成24） | 高木りつか |
| 第43回 | 2013（平成25） | 九人龍輔   |
| 第44回 | 2014（平成26） | 佐藤アイコ |
| 第45回 | 2015（平成27） | 小林隆志   |
| 第46回 | 2016（平成28） | 伏見晶     |
| 第47回 | 2017（平成29） | 村中江利   |
| 第48回 | 2018（平成30） | 池田洋一   |
| 第49回 | 2019（令和元） | 村中江利   |
| 第50回 | 2020（令和2）  | 保科史歩   |

### 神奈川新聞文芸コンクール・現代詩
| 回数   | 受賞年         | 受賞者名     |
| ------ | -------------- | ------------ |
| 第1回  | 1971（昭和46） | 佐藤文生     |
| 第2回  | 1972（昭和47） | 二関 天      |
| 第3回  | 1973（昭和48） | 大石規子     |
| 第4回  | 1974（昭和49） | 福原恒雄     |
| 第5回  | 1975（昭和50） | 房前玉枝     |
| 第6回  | 1976（昭和51） | 金子美知子   |
| 第7回  | 1977（昭和52） | 亀川省吾     |
| 第8回  | 1978（昭和53） | 該当なし     |
| 第9回  | 1979（昭和54） | 永田ゆき子   |
| 第10回 | 1980（昭和55） | 林 信夫      |
| 第11回 | 1981（昭和56） | 塚本国夫     |
| 第12回 | 1982（昭和57） | 林 信夫      |
| 第13回 | 1983（昭和58） | 小池弘子     |
| 第14回 | 1984（昭和59） | 阿部はるみ   |
| 第15回 | 1985（昭和60） | 椎名ミチ     |
| 第16回 | 1986（昭和61） | 吉村俊哉     |
| 第17回 | 1987（昭和62） | 寺山千代子   |
| 第18回 | 1988（昭和63） | こんどうこう |
| 第19回 | 1989（平成1）  | 小倉みちお   |
| 第20回 | 1990（平成2）  | たけやま渓子 |
| 第21回 | 1991（平成3）  | 井村浩司     |
| 第22回 | 1992（平成4）  | 下島章寿     |
| 第23回 | 1993（平成5）  | くらたちえ   |
| 第24回 | 1994（平成6）  | 小倉康雄     |
| 第25回 | 1995（平成7）  | 石井英紀     |
| 第26回 | 1996（平成8）  | くらたちえ   |
| 第27回 | 1997（平成9）  | 春風 静      |
| 第28回 | 1998（平成10） | 小倉みちお   |
| 第29回 | 1999（平成11） | 該当なし     |
| 第30回 | 2000（平成12） | 松岡孝治     |
| 第31回 | 2001（平成13） | 菊地原松寿   |
| 第32回 | 2002（平成14） | 永井恒蔵     |
| 第33回 | 2003（平成15） | 粟屋麻理     |
| 第34回 | 2004（平成16） | 鏑木恵子     |
| 第35回 | 2005（平成17） | 草野早苗     |
| 第36回 | 2006（平成18） | 草野早苗     |
| 第37回 | 2007（平成19） | 志村正之     |
| 第38回 | 2008（平成20） | 該当なし     |
| 第39回 | 2009（平成21） | 該当なし     |
| 第40回 | 2010（平成22） | 照井麻耶     |
| 第41回 | 2011（平成23） | 栗田尚美     |
| 第42回 | 2012（平成24） | 鏑木恵子     |
| 第43回 | 2013（平成25） | 草野理恵子   |
| 第44回 | 2014（平成26） | 今野珠世     |
| 第45回 | 2015（平成27） | 谷口鳥子     |
| 第46回 | 2016（平成28） | 吉田誠一     |
| 第47回 | 2017（平成29） | 川島洋       |
| 第48回 | 2018（平成30） | 該当なし     |
| 第49回 | 2019（令和元） | 該当なし     |
| 第50回 | 2020（令和2）  | 国広知恵子   |

### 神奈川文芸賞・短編小説
| 回数  | 受賞年        | 受賞者名 | 審査員     |
| ----- | ------------- | -------- | ---------- |
| 第1回 | 2022（令和4） | 河村佳   | 朝井リョウ |
| 第2回 | 2024（令和6） | 見坂卓郎 | 柚木麻子   |

### 神奈川文芸賞・現代詩
| 回数  | 受賞年        | 受賞者名 | 審査員   |
| ----- | ------------- | -------- | -------- |
| 第1回 | 2022（令和4） | 岡部晋一 | 蜂飼耳   |
| 第2回 | 2024（令和6） | 小沼智佳 | 大崎清夏 |

### 神奈川文芸賞・Ｕ－２５
| 回数  | 受賞年        | 受賞者名 |
| ----- | ------------- | -------- |
| 第1回 | 2022（令和4） | 水内治子 |
| 第2回 | 2024（令和6） | 中川泰明 |